# Vándorhangyaformák

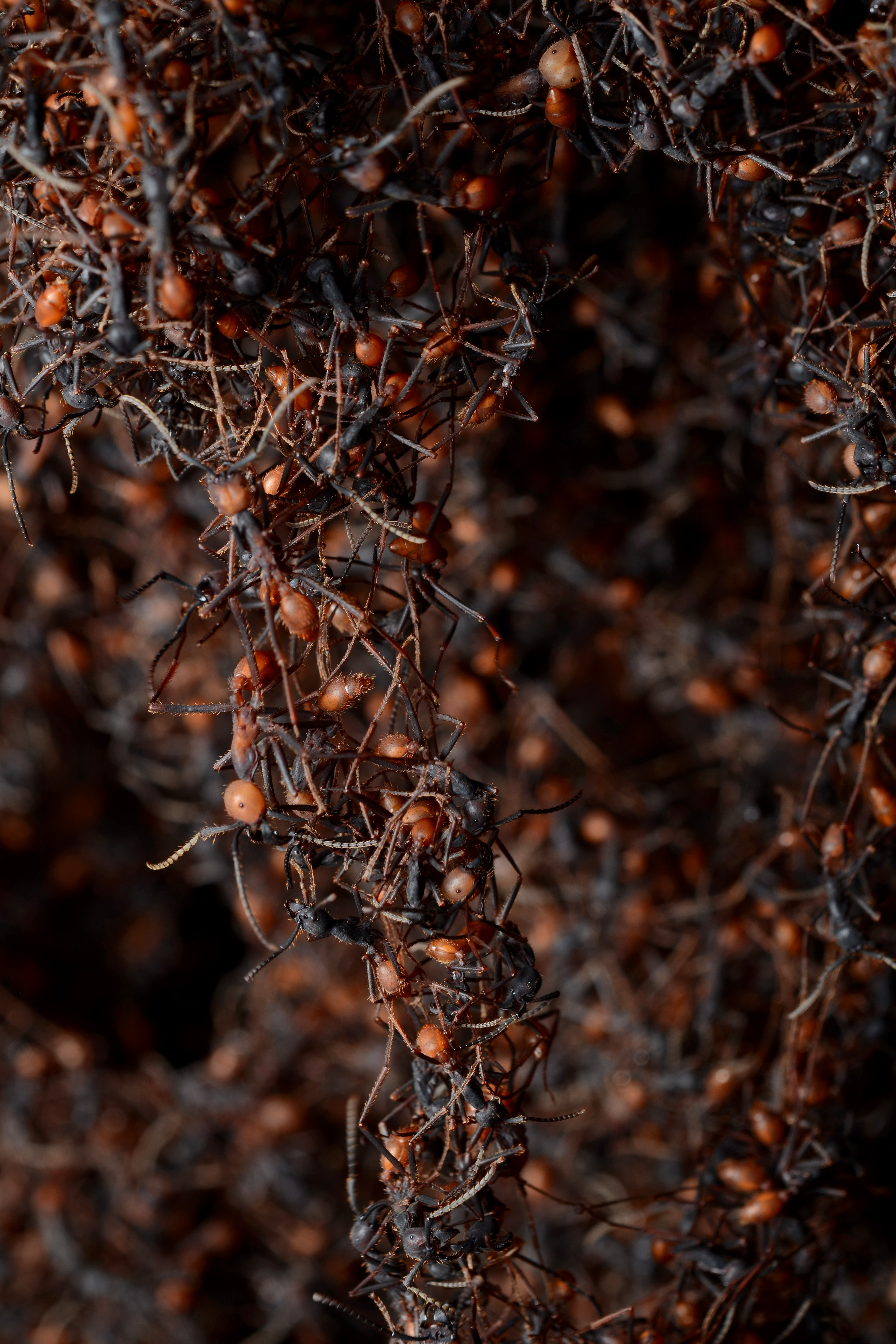
Hangyahíd fölülnézetben

A vándorhangyaformák (Ecitoninae) a hártyásszárnyúak (Hymenoptera) fullánkosdarázs-alkatúak (Apocrita) alrendjébe sorolt hangyák (Formicidae) családjának egyik alcsaládja két nemzetség öt nemével. Egyes rendszerezők ezeket a nemeket a nomádhangyaformák (Dorylinae) közé sorolják; az ő rendszereikben ez az alcsalád nem szerepel. E tisztázatlanságból adódóan négy bizonytalan rendszertani helyzetű nemet (a névadó vándorhangya kivételével mindegyik ittenit) mindkét alcsaládnál feltüntettünk.

## Származásuk, elterjedésük
A legtöbb fajuk Dél-Amerika trópusi tájain él (Brehm).

## Megjelenésük, felépítésük
Életmódjuknak megfelelően a kolóniában nem csak ivaros hímek és nőstények, valamint ivartalan dolgozók élnek, de a dolgozókhoz hasonlóan elkorcsosult nőivarú katonák is. Ezek rágói (mandibulái) a dolgozók rágóiénál nagyobbak.
A legtöbb faj dolgozói vakok, a szemük  egészen elcsenevészedett. Potrohnyelük egy- vagy kétízű, homloklécük közelálló, csápnyelük tövét nem fedi be. Nőstényeik szárnyatlanok. A nőstények és a szárnyas hímek is sokkal nagyobbak a dolgozóknál; testhosszuk nem egyszer megközelíti a 6 cm-t (Brehm).
Pygidiális mirigyük nyomjelző anyagokat termel.

## Életmódjuk, élőhelyük
Ragadozók. Valamennyi fajuk trópusi (szubtrópusi); hűvösebb égtájakon nem fordulnak elő (Foitzik–Fritsche, p.17.).
Amint ezt magyar nevük is jelzi, nem építenek állandó bolyt. A kolóniát rendszeresen (Brehm szerint nagyjából havonta) új helyre költöztetik, és út közben felfalnak minden ehetőt.

## Feltételesen idesorolt nemek
- vadászhangya Neivamyrmex)
- kalózhangya (Nomamyrmex)
- vándorhangya (Eciton)
- Cheliomyrmex
- Labidus